# Kobyla Góra (Góry Świętokrzyskie)
Kobyla Góra (391 m n.p.m.) – zalesione wzniesienie w Górach Świętokrzyskich, leżące między Łysogórami a Pasmem Jeleniowskim. Krzyżują się tu dwa piesze szlaki turystyczne:  Główny Szlak Świętokrzyski im. Edmunda Massalskiego i  Zielony szlak turystyczny Łagów - Nowa Słupia. Od północy górę opływa Słupianka.